# Институт микробиологии и иммунологии им. И. И. Мечникова
Институт микробиологии и иммунологии им. И. И. Мечникова —  государственное учреждение в составе Национальной академии медицинских наук Украины, одно из старейших в мире научных учреждений противоэпидемического профиля, основанное в 1886 году.

## История Института
После открытия Пастером предохранительных прививок против бешенства 24 мая 1886 года Харьковское медицинское общество, председателем которого был В. Ф. Грубе, постановило «устроить лабораторию для теоретического изучения и практического применения пастеровского метода лечения бешенства, равно как и для изучения впоследствии других инфекционных болезней как у человека, так и у животных». В Пастеровский институт в Париже двух врачей — Ю. Ю. Мотте и Н. А. Протопопова для ознакомления с методом приготовления вакцины против бешенства. После их возвращения из-за границы в 1887 году была открыта лаборатория, помещавшаяся на Пушкинской улице и получившая название «Пастеровский прививочный институт и бактериологическая станция Харьковского медицинского общества», где должны были производиться прививки против бешенства по методу Пастера и научные исследования по бешенству. Первыми заведующими Пастеровским институтом и бактериологической станцией Медицинским обществом были избраны Мотте и Протопопов; уже 21 февраля 1887 года результаты проведённых ими исследований были изложены на заседании Харьковского медицинского общества. При Пастеровском институте был открыт приют для укушенных и 20 апреля 1887 года из Курской губернии прибыло три первых пациента и в тот же день началось их лечение по методу Пастера.
За время своего существования учреждение прошло ряд этапов реорганизации. В 1908 году он был преобразован в «Бактериологический институт Харьковского медицинского общества»; с 1920 по 1922 года назывался Харьковский Бактериологический институт НКОЗ УССР, затем — 1-й Украинский санитарно-бактериологический институт (с 1927 года — им. И. И. Мечникова); с 1931 по 1940 год  — Всеукраинский институт бактериологии, эпидемиологии и серотерапии им. И. И. Мечникова (Украинский Мечниковский институт). В эвакуации, в 1942—1944 годах функционировал как «Объединенный институт эпидемиологии и микробиологии им. И. И Мечникова (г. Харькова и г. Чкалова)». После возвращения в Харьков до 1968 года назывался: «Харьковский научно-исследовательский институт вакцин и сывороток им. И. И. Мечникова МОЗ УССР», затем — «Харьковский научно-исследовательский інститут микробиологии, вакцин и сывороток им. И. И. Мечникова», а с 1988 года — «Харьковский научно-исследовательский інститут микробиологии и иммунологии им. И. И. Мечникова». В 2000 году получил название: Институт микробиологии и иммунологии им. И. И. Мечникова  АМН Украины.
В связи с возраставшей потребностью в бактериологических анализах в 1889 году Медицинское общество постановило расширить деятельность бактериологической станции. Заведующим был избран В. К. Высокович, а в качестве консультантов были приглашены В. П. Крылов, В. Г. Ланжевич, С. Д. Костюрин и Л. С. Пенковский. При Высоковиче в институте начала развиваться научная и педагогическая работа. В это время Институт развернул исследования по холере и активно участвовал в ликвидации её эпидемии на Украине; при институте было открыто «отделение по производству специальных исследований подозрительных объектов на присутствие холерных вибрионов» и впервые предложен метод «обсервации с обязательной дезинфекцией»; проводилось изучение различных патогенных возбудителей, прежде всего туберкулёзной палочки, возбудителя брюшного тифа, холеры и других. В 1887 году Р. Кох ещё только разработал плотные питательные среды, а уже в 1888 году Н. А. Протопопов ввёл этот метод и демонстрировал размножение некоторых микроорганизмов на таких средах. С 1894 году, сразу после открытия противодифтерийной сыворотки, в институте под руководством С. В. Коршуна и Г. Я. Острянина началось исследование возбудителя дифтерии, дифтерийного токсина и разработка способов иммунизации. Для овладения технологией изготовления противодифтерийной сыворотки за границу был отправлен В. И. Недригайлов и вскоре институт приступил к изготовлению специфической противодифтерийной сыворотки и уже 8 марта 1895 года было напечатано первое «Наставление к употреблению противодифтерийной сыворотки». С 1890 года при бактериологической станции начали работать курсы по подготовке бактериологов, серологов; читались специальные курсы но холере и др.
В 1898 году Медицинским обществом была приобретена в 6 км от Харькова (в Померках) дача с прилегавшей к ней большой территорией (около 15 десятин), на которой была создана производственная база института. 
В 1895 году Высокович был избран профессором Киевского университета. После его отъезда Пастеровский прививочный институт отделился от бактериологической станции. Оба учреждения имели отдельный бюджет, хотя и оставались по-прежнему на одной территории. В 1908 году Пастеровский институт и бактериологическая станция были реорганизованы в «Бактериологический институт Харьковского медицинского общества», первыми директорами которого стали В. И. Недригайлов и С. В. Коршун. 
Вскоре стал одним из самых мощных по производству сывороток и вакцин. В период до 1910 года Институт разработал противодизентерийную, противоскарлатинозную сыворотку; вакцины против возбудителей холеры, брюшного тифа, стафилококка, гонококка; было выпущено 4 вида туберкулина. Институт превратился в крупный научный центр дореволюционной России по борьбе с инфекционными заболеваниями. Денежные средства, вырученные из продажи этих препаратов, были выделены на строительство образцового здания Института – «Дворца медицины», проект здания которого разработал академик архитектуры А. Н. Бекетов (ул. Пушкинская, 14/16); строительство началось в 1911 году и в 1912 году институт переехал в новое здание.
В состав института позже вошёл также и Химико-микробиологический институт, который возник в 1911 году на базе кабинета химической и микроскопической диагностики, который был открыт ещё в 1888 году по инициативе врача Ф. К. Алексеева. Химико-микробиологический институт входил в состав Бактериологического института до 1932 года.
Бктериологический институт состоял в это время из 4 отделений: сывороточного, вакцинного, отдела бактериологических и серологических исследований, пастеровского отдела.
В 1923 году при Институте на базе бактериологических курсов была организована кафедра микробиологии — по инициативе М. М. Цехновицера, который стал её первым ее руководителем. С 1924 по 1930 год руководителем института был С. И. Златогоров. Помимо основных отделов, в институте в тот период были открыты новые отделы и подотделы: эпидемиологический, экспериментальный с анаэробной лабораторией физико-химической и санитарно-гигиеничеокий отдел, послуживший впоследствии базой для Института коммунальной гигиены, кроме того были развернуты туберкулёзный и серологический подотделы. В 1926—1928 годах проводились работы по изучению штамма БЦЖ; материалы Харьковской комиссии БЦЖ были заслушаны в 1928 году в Гигиенической комиссии Лиги Наций. Впервые в СССР лабораторией была выпущена вакцина БЦЖ для иммунизации детей.
В период с 1931 по 1941 год разрабатывал вакцины для активной иммунизации против скарлатины и брюшного тифа, проводил изучение бактериофагии, химии бактериальных агентов; к 1940 году было создано 37 наименований вакцинно-сывороточных препаратов. Вэто время руководство институтом осуществляла Мария Савельевна Сегаль.
Во время Великой Отечественной войны, в октябре 1941 года институт был эвакуирован в Сталинград, затем — в Оренбург; и вернулся в Харьков в марте 1944 года. Заместителем директора с 1943 года (до 1967) был В. С. Деркач, под руководством которого в микробиологическом отделе в течение ряда лет проводилась большая работа по изучению антибиотиков; в 1945 году был получен новый эффективный антибиотик — Саназин; в результате изучения действия противоопухолевых веществ, образуемых микроорганизмами, был получен противоопухолевый аппарат Неоцид. Директором института до 1951 года был В. М. Жданов, в 1952—1958 годах — В. С. Деркач, а с 1958 по 1982 год — профессор Галина Петровна Черкасс, при которой на основе рыбьего жира был разработан препарат Эктерицид.
Следующими директорами были: в 1981—1983 годах — Леонид Антонович Кособуцкий, в 1983—2013 — Юрий Леонидович Волянский, в 2014—2019 — Николай Николаевич Попов, с 2019 — Валерий Владимирович Минухин.
С 2000 года институт входит в Национальную академию медицинских наук Украины. также институт внесён в Государственный реестр научных учреждений, которым предоставляется поддержка государства с возложением на него функций научно-технического центра и главного учреждения по проблемам общей и прикладной иммунологии и биологической безопасности.